# Aufidus Catena
L'Aufidus Catena è una struttura geologica della superficie di Dione.